# Nekrolog 1544
Nekrolog
◄◄
| ◄
| 1540
| 1541
| 1542
| 1543
| 1544 | 1545 | 1546 | 1547 | 1548 | ► | ►►
Weitere Ereignisse | Allgemeiner Nekrolog 1544
Die Beschreibung der verstorbenen Person sollte so kurz wie möglich gehalten sein und nur deren signifikante Tätigkeit(en) enthalten.
Neue Namen ggf. auch unter dem Geburts- und Sterbedatum, also etwa unter 1. Januar und im Geburts- und Sterbejahr (2024) eintragen (nur bei entsprechender großer Wichtigkeit). Für Beispiele siehe die schon vorhandenen Artikel.
Außerdem über die fünf zuletzt Verstorbenen, zu denen es einen ausreichend guten Artikel für eine Präsentation auf der Hauptseite gibt, nach der todesbedingten Überarbeitung der Artikel ggf. auch unter Wikipedia Diskussion:Hauptseite informieren und sie am besten auch in den anderen Wikipedia-Sprachversionen eintragen. Tipp: Regelmäßig bei news.google.de nach „ist tot“, „gestorben“ oder „verstorben“ suchen.
Wenn eine Person gestorben ist, gibt es viele Seiten zu dieser Person in der Wikipedia, die davon auch betroffen sind und entsprechend aktualisiert werden müssen. Beispiele: Namenübersichtsseite, Geburtsjahr, Geburtsort-Seiten und viele mehr.
Wie finde ich die betroffenen Seiten?
Im Suchfeld auf der linken Seite gibt man den Suchbegriff so ein: „Vorname Nachname“. Dann klickt man auf Volltext und alle Seiten mit entsprechendem Suchtext werden aufgerufen. Hier sieht man dann schnell, wo auch das Todesjahr Sinn macht oder sogar ein Teil des Artikels angepasst werden muss. Auch hilft das „Werkzeug“ auf der linken Seite sehr gut, um solche Seiten aufzufinden: „Links auf diese Seite“. Somit ist die Wikipedia wieder aktuell in allen Bereichen! Hinweis: bei Eintragung der Kategorie „Gestorben JAHR“ wird der Missbrauchsfilter 49 ausgelöst, was jedoch nicht schlimm ist. Siehe: Spezial:Missbrauchsfilter/49
Dies ist eine Liste von im Jahr 1544 verstorbenen bekannten Persönlichkeiten. Die Einträge erfolgen innerhalb der einzelnen Daten alphabetisch sortiert. Tiere sind im Nekrolog für Tiere zu finden.

## Januar
| Tag        | Name                             | Beruf, bekannt als               | Alter | Beleg |
| ---------- | -------------------------------- | -------------------------------- | ----- | ----- |
| 1. Januar  | Sigismund von Lindenau           | Bischof von Merseburg            |       |       |
| 7. Januar  | Gabriel Hummelberger             | deutscher Humanist und Botaniker |       |       |
| 19. Januar | Hieronymus Gemusaeus             | Schweizer Mediziner und Humanist | 38    |       |
| Januar     | Erasmus von Manteuffel-Arnhausen | Bischof von Cammin               |       |       |

## Februar
| Tag         | Name                  | Beruf, bekannt als              | Alter | Beleg |
| ----------- | --------------------- | ------------------------------- | ----- | ----- |
| 11. Februar | Peter Kunz            | Reformator des Niedersimmentals |       |       |
| 26. Februar | Ludwig II. Blarer     | Abt von Einsiedeln              |       |       |
| 28. Februar | Francesco Maria Molza | italienischer Dichter           | 54    |       |

## März
| Tag      | Name            | Beruf, bekannt als                                                     | Alter | Beleg |
| -------- | --------------- | ---------------------------------------------------------------------- | ----- | ----- |
| 16. März | Ludwig V.       | Pfalzgraf und Kurfürst von der Pfalz (1508–1544)                       | 65    |       |
| 22. März | Johannes Magnus | schwedischer Geistlicher und letzter katholischer Erzbischof Schwedens | 56    |       |

## April
| Tag       | Name                    | Beruf, bekannt als   | Alter | Beleg |
| --------- | ----------------------- | -------------------- | ----- | ----- |
| 6. April  | Mogens Gøye             | dänischer Adliger    |       |       |
| 17. April | Konrad Wibbeking        | Lübecker Kaufmann    |       |       |
| April     | Robert Stuart d’Aubigny | schottischer Adliger |       |       |

## Mai
| Tag     | Name           | Beruf, bekannt als  | Alter | Beleg |
| ------- | -------------- | ------------------- | ----- | ----- |
| 29. Mai | Jacques Masson | flämischer Theologe |       |       |

## Juni
| Tag      | Name                     | Beruf, bekannt als                                  | Alter | Beleg |
| -------- | ------------------------ | --------------------------------------------------- | ----- | ----- |
| 14. Juni | Anton II.                | Herzog von Lothringen                               | 55    |       |
| 23. Juni | Eleonore von Fürstenberg | Gemahlin von Graf Philipp IV. von Hanau-Lichtenberg | 20    |       |

## Juli
| Tag      | Name             | Beruf, bekannt als                       | Alter | Beleg |
| -------- | ---------------- | ---------------------------------------- | ----- | ----- |
| 18. Juli | Renatus          | Fürst von Oranien, Graf von Nassau-Breda | 25    |       |
| 24. Juli | Johannes Pumpel  | Domherr in Lübeck                        |       |       |
| 28. Juli | Ruprecht         | Regent von Pfalz-Zweibrücken-Neuburg     |       |       |
| 30. Juli | Francesco Carafa | italienischer Erzbischof                 |       |       |

## August
| Tag        | Name                  | Beruf, bekannt als                    | Alter | Beleg |
| ---------- | --------------------- | ------------------------------------- | ----- | ----- |
| 11. August | Johannes Sander       | deutscher Notar an der Römischen Rota | 89    |       |
| August     | Konrad III. von Bibra | Fürstbischof von Würzburg             |       |       |

## September
| Tag           | Name                | Beruf, bekannt als                                        | Alter | Beleg |
| ------------- | ------------------- | --------------------------------------------------------- | ----- | ----- |
| 10. September | Girolamo da Treviso | italienischer Maler und Bildhauer                         |       |       |
| 12. September | Clément Marot       | französischer Dichter                                     | 47    |       |
| 25. September | Valerius Cordus     | deutscher Botaniker, Arzt, Pharmakologe und Naturforscher | 29    |       |

## Oktober
| Tag         | Name                   | Beruf, bekannt als               | Alter | Beleg |
| ----------- | ---------------------- | -------------------------------- | ----- | ----- |
| 3. Oktober  | Philipp von Solms-Lich | deutscher Adliger                | 76    |       |
| 11. Oktober | Wolfgang Marius        | Zisterzienser, Abt               | 74    |       |
| 12. Oktober | Antonio Pucci          | Kardinal der katholischen Kirche | 59    |       |
| 15. Oktober | Charles de Gramont     | französischer Geistlicher        |       |       |
| 27. Oktober | Giannicola di Paolo    | italienischer Maler aus Perugia  |       |       |

## November
| Tag          | Name                   | Beruf, bekannt als                                         | Alter | Beleg |
| ------------ | ---------------------- | ---------------------------------------------------------- | ----- | ----- |
| 3. November  | Johannes von Ehrenberg | Domherr in Mainz, Speyer und Worms, Domdekan und Dompropst |       |       |
| 13. November | Maria van Beckum       | niederländische Märtyrerin der Täuferbewegung              |       |       |

## Dezember
| Tag         | Name            | Beruf, bekannt als                   | Alter | Beleg |
| ----------- | --------------- | ------------------------------------ | ----- | ----- |
| 6. Dezember | Kaspar Kantz    | Theologe, Pfarrer und Reformator     |       |       |
| 9. Dezember | Teofilo Folengo | italienischer Benediktiner und Autor |       |       |
| Dezember    | Margaret Roper  | englische Übersetzerin und Autorin   |       |       |

## Datum unbekannt
| Tag | Name                    | Beruf, bekannt als | Alter | Beleg |
| --- | ----------------------- | --- | ----- | ----- |
|     | Alberto Accarisi        | italienischer Grammatiker, Lexikograf, Italianist und Romanist                                                          |       |       |
|     | Diego de Agüero         | spanischer Konquistador und Forschungsreisender                                                                         |       |       |
|     | Rachel Akerman          | Dichterin |       |       |
|     | Melchior von Barfus     | Landvogt der brandenburgischen Neumark                                                                                  |       |       |
|     | Georg Bernecker         | deutscher frühneuzeitlicher Unternehmer                                                                                 |       |       |
|     | Giulio Camillo          | italienischer Gelehrter                                                                                                 |       |       |
|     | Simon Cellarius         | deutscher lutherischer Kantor und Pfarrer                                                                               |       |       |
|     | Chen Chun               | chinesischer Maler der Ming-Zeit                                                                                        |       |       |
|     | Johannes Dreyer         | deutscher Theologe und Reformator                                                                                       |       |       |
|     | Benedictus Ducis        | deutscher Komponist |       |       |
|     | Ulrich Fabri            | Arzt, Dichter, Autor, Humanist                                                                                          |       |       |
|     | Philipp von Gemmingen   | Grundherr in Fürfeld |       |       |
|     | Joachim Gercken         | Kaufmann und Bürgermeister der Hansestadt Lübeck                                                                        |       |       |
|     | Marco Grimani           | Patriarch von Aquileia und Diplomat im Dienste des Papstes                                                              |       |       |
|     | Andras Guttormsson      | Løgmaður der Färöer |       |       |
|     | Nuño Beltrán de Guzmán  | spanischer Konquistador und Kolonialverwalter in Neuspanien                                                             |       |       |
|     | Johann Gymnich I.       | deutscher Drucker und Verleger                                                                                          |       |       |
|     | Mir Ali Heravi          | persischer Kalligraf und Kalligrafielehrer                                                                              |       |       |
|     | Martin Hilliger         | deutscher Geschütz- und Glockengießer                                                                                   |       |       |
|     | Lucas Horenbout         | flämischer Miniaturmaler                                                                                                |       |       |
|     | Matthias von Jagow      | Bischof von Brandenburg und Reformator Brandenburgs                                                                     |       |       |
|     | Jetsün Chökyi Gyeltshen | Gelehrter und Logiker der Gelug-Tradition des tibetischen Buddhismus                                                    |       |       |
|     | Jungjong                | Herrscher von Joseon im heutigen Korea                                                                                  |       |       |
|     | Ruy López de Villalobos | spanischer Entdecker |       |       |
|     | Manco Cápac II.         | Inka-Herrscher (1533–1544) nach der Eroberung des Inkareichs und die Ermordung Atahualpas durch die spanischen Eroberer |       |       |
|     | Nilakantha Somayaji     | indischer Mathematiker und Astronom                                                                                     |       |       |